# Eurovision Song Contest 1978
Der 23. Concours Eurovision de la Chanson, so der offizielle Titel in diesem Jahr, fand am 22. April 1978 in der französischen Hauptstadt Paris statt.

## Besonderheiten
Das seit 1973 teilnehmende Israel gewann diesen Wettbewerb mit Izhar Cohen und seiner Begleitgruppe, die das Lied A-Ba-Ni-Bi vortrugen. Der zweite Platz ging an Belgien, der dritte an Gastgeber Frankreich. 
Erstmals wurde der Wettbewerb von zwei Moderatoren gemeinsam präsentiert. Für die Bundesrepublik Deutschland trat Ireen Sheer mit dem Lied Feuer an. Sie erreichte Platz 6, drei Plätze besser als die Schweizerin Carole Vinci (Vivre). Für Österreich trat die Gruppe Springtime mit Mrs. Caroline Robinson an, erreichte aber nur Platz 15.
Für Norwegen trat Jahn Teigen an. Mit seiner Interpretation des Liedes Mil etter mil erhielt er aus keinem Land Punkte und ging als erster Interpret seit Einführung des neuen Wertungssystems im Jahre 1975 in die Geschichte ein, der null Punkte bekam.
Mit CoCo und dem Beitrag Bad Old Days erreichte das Vereinigte Königreich zum ersten Mal seit dem Debüt 1957 nicht die Top 10.
Das erste Mal wurde der Wettbewerb auch in Dubai und Jordanien live übertragen.
Als klar war, dass Israel gewinnen würde, beendete das jordanische Fernsehen die Übertragung und zeigte einen Strauß Narzissen. Später wurde verkündet, dass Belgien (welches Zweiter wurde) den Contest gewonnen habe.

## Teilnehmer

Teilnehmende Länder
Länder, die bereits an einem früheren ESC teilgenommen hatten, aber nicht im Jahr 1978

Sowohl Dänemark als auch die Türkei nahmen wieder teil, so dass mit 20 Ländern ein neuer Teilnehmerrekord in diesem Jahr aufgestellt wurde.

### Wiederkehrende Interpreten
| Land       | Interpret                                         | Vorherige(s) Teilnahmejahr(e)          |
| ---------- | ------------------------------------------------- | -------------------------------------- |
| Belgien    | Jean Vallée                                       | 1970                                   |
| Finnland   | Irma Tapio (Begleitung)                           | 1976 (als Mitglied von Friends)        |
| Luxemburg  | Ireen Sheer                                       | 1974                                   |
| Österreich | Norbert Niedermeyer (als Mitglied von Springtime) | 1972 (als Mitglied von den Milestones) |

### Dirigenten
Jedes Lied wurde mit Live-Musik begleitet bzw. kam Live-Musik zum Einsatz – folgende Dirigenten leiteten das Orchester bei dem jeweiligen Land:
- Irland – Noel Kelehan
- Norwegen – Carsten Klouman
- Italien – Nicola Samale
- Finnland – Ossi Runne
- Portugal – Thilo Krasmann
- Frankreich – Alain Goraguer
- Spanien – Ramón Arcusa
- Vereinigtes Königreich – Alyn Ainsworth
- Schweiz – Daniel Janin
- Belgien – Jean Musy
- Niederlande – Harry van Hoof
- Türkei – Onno Tunç
- BR Deutschland – Jean Frankfurter
- Monaco – Yvon Rioland
- Griechenland – Haris Andreadis
- Dänemark – Helmer Olesen
- Luxemburg – Rolf Soja
- Israel – Nurit Hirsh
- Österreich – Richard Oesterreicher
- Schweden – Bengt Palmers

## Abstimmungsverfahren
Wieder galt das Abstimmungsverfahren, das 1975 eingeführt worden war. In jedem Land gab es eine elfköpfige Jury, die zunächst die zehn besten Lieder intern ermittelten. Danach vergaben die einzelnen Jurys 12, 10, 8, 7, 6, 5, 4, 3, 2 Punkte und 1 Punkt an diese zehn besten Lieder.

## Platzierungen
| Platz | Startnr. | Land                   | Interpret                                         | Titel (M = Musik; T = Text)                                                                                    | Sprache        | Übersetzung                                                                        | Punkte |
| ----- | -------- | ---------------------- | ------------------------------------------------- | --- | -------------- | ---------------------------------------------------------------------------------- | ------ |
| 01.   | 18       | Israel                 | Izhar Cohen and the Alphabeta יזהר כהן ואלפא-ביתא | A-Ba-Ni-Bi (א-ב-ני-בי) M: Nurit Hirsh; T: Ehud Mano                                                            | Hebräisch      | Ich (in B-Sprache, einer kindlichen Geheimsprache; Ani = Ich, A-ba-ni-bi = I-bich) | 157    |
| 02.   | 10       | Belgien                | Jean Vallée                                       | L’amour ça fait chanter la vie M/T: Jean Vallée                                                                | Französisch    | Die Liebe bringt das Leben zum Singen                                              | 125    |
| 03.   | 06       | Frankreich             | Joël Prévost                                      | Il y aura toujours des violons M: Gérard Stern; T: Didier Barbelivien                                          | Französisch    | Es wird immer Geigen geben                                                         | 119    |
| 04.   | 14       | Monaco                 | Caline and Olivier Toussaint                      | Dans les jardins de Monaco M: Paul de Senneville, Olivier Toussaint; T: Jean Albertini, Didier Barbelivien     | Französisch    | In Monacos Gärten                                                                  | 107    |
| 05.   | 01       | Irland                 | Colm T. Wilkinson                                 | Born to Sing M/T: Colm T. Wilkinson                                                                            | Englisch       | Zum Singen geboren                                                                 | 086    |
| 06.   | 13       | BR Deutschland         | Ireen Sheer                                       | Feuer M: Jean Frankfurter; T: John Möring                                                                      | Deutsch        | –                                                                                  | 084    |
| 07.   | 17       | Luxemburg              | Baccara                                           | Parlez-vous français M: Rolf Soja; T: Frank Dostal, Peter Zentner                                              | Französisch    | Sprechen Sie Französisch?                                                          | 073    |
| 08.   | 15       | Griechenland           | Tania Tsanaklidou Τάνια Τσανακλίδου               | Charlie Chaplin (Τσάρλυ Τσάπλιν) M: Sakis Tsilikis; T: Yannis Xanthulis                                        | Griechisch     | –                                                                                  | 066    |
| 09.   | 07       | Spanien                | José Vélez                                        | Bailemos un vals M/T: Manuel de la Calva, Ramón Arcusa                                                         | Spanisch       | Tanzen wir einen Walzer                                                            | 065    |
| 09.   | 09       | Schweiz                | Carole Vinci                                      | Vivre M: Alain Morisod; T: Pierre Alain                                                                        | Französisch    | Leben                                                                              | 065    |
| 11.   | 08       | Vereinigtes Königreich | CoCo                                              | Bad Old Days M/T: Stephanie de Sykes, Stuart Slater                                                            | Englisch       | Die schlechten alten Tage                                                          | 061    |
| 12.   | 03       | Italien                | Ricchi e Poveri                                   | Questo amore M: Dario Farina, Mauro Lusini; T: Sergio Bardotti                                                 | Italienisch    | Diese Liebe                                                                        | 053    |
| 13.   | 11       | Niederlande            | Harmony                                           | ’t Is O.K. M: Eddy Ouwens; T: Toon Gispen, Dick Kooiman                                                        | Niederländisch | Es ist gut                                                                         | 037    |
| 14.   | 20       | Schweden               | Björn Skifs                                       | Det blir alltid värre framåt natten M/T: Peter Himmelstrand                                                    | Schwedisch     | Es wird immer schlimmer, wenn die Nacht kommt                                      | 026    |
| 15.   | 19       | Österreich             | Springtime                                        | Mrs. Caroline Robinson M: Walter Markel, Gerhard Markel; T: Norbert Niedermayer, Gerhard Markel, Walter Markel | Deutsch        | –                                                                                  | 014    |
| 16.   | 16       | Dänemark               | Mabel                                             | Boom-boom M/T: Peter Nielsen, Andy Kulmbak, Michael Trempenau, Christian Have                                  | Dänisch        | –                                                                                  | 013    |
| 17.   | 05       | Portugal               | Gemini                                            | Dai-li-dou M: Victor Maméde; T: Carlos Quintas                                                                 | Portugiesisch  | –                                                                                  | 005    |
| 18.   | 04       | Finnland               | Seija Simola                                      | Anna rakkaudelle tilaisuus M: Reijo Karvonen; T: Reijo Karvonen, Seija Simola                                  | Finnisch       | Gib der Liebe eine Chance                                                          | 002    |
| 18.   | 12       | Türkei                 | Nilüfer & Nazar                                   | Sevince M: Dağhan Baydur; T: Hulki Aktunç                                                                      | Türkisch       | Wenn jemand liebt                                                                  | 002    |
| 20.   | 02       | Norwegen               | Jahn Teigen                                       | Mil etter mil M/T: Kai Eide                                                                                    | Norwegisch     | Meile für Meile                                                                    | 000    |

## Punktevergabe

Karte der Punktevergabe für den Siegertitel aus Israel nach Ländern

| Land | Abstimmungsergebnisse | Abstimmungsergebnisse | Abstimmungsergebnisse | Abstimmungsergebnisse | Abstimmungsergebnisse | Abstimmungsergebnisse | Abstimmungsergebnisse | Abstimmungsergebnisse | Abstimmungsergebnisse | Abstimmungsergebnisse | Abstimmungsergebnisse | Abstimmungsergebnisse | Abstimmungsergebnisse | Abstimmungsergebnisse | Abstimmungsergebnisse | Abstimmungsergebnisse | Abstimmungsergebnisse | Abstimmungsergebnisse | Abstimmungsergebnisse | Abstimmungsergebnisse | Abstimmungsergebnisse | Abstimmungsergebnisse |
| Land | Punkte                | IE                    | NO                    | IT                    | FI                    | PT                    | FR                    | ES                    | UK                    | CH                    | BE                    | NL                    | TR                    | DE                    | MC                    | GR                    | DK                    | LU                    | IL                    | AT                    | SE                    | Votings               |
| --- | --------------------- | --------------------- | --------------------- | --------------------- | --------------------- | --------------------- | --------------------- | --------------------- | --------------------- | --------------------- | --------------------- | --------------------- | --------------------- | --------------------- | --------------------- | --------------------- | --------------------- | --------------------- | --------------------- | --------------------- | --------------------- | --------------------- |
| Irland | 086                   |                       | 12                    | –                     | 3                     | –                     | 5                     | –                     | –                     | 7                     | 10                    | –                     | 10                    | 5                     | –                     | 10                    | –                     | 10                    | –                     | 6                     | 8                     | 11                    |
| Norwegen | 000                   | –                     |                       | –                     | –                     | –                     | –                     | –                     | –                     | –                     | –                     | –                     | –                     | –                     | –                     | –                     | –                     | –                     | –                     | –                     | –                     | 0                     |
| Italien | 053                   | 10                    | 6                     |                       | –                     | 1                     | 4                     | 8                     | 6                     | 1                     | 1                     | –                     | 1                     | 2                     | 8                     | 2                     | –                     | 3                     | –                     | –                     | –                     | 13                    |
| Finnland | 002                   | –                     | 2                     | –                     |                       | –                     | –                     | –                     | –                     | –                     | –                     | –                     | –                     | –                     | –                     | –                     | –                     | –                     | –                     | –                     | –                     | 01                    |
| Portugal | 005                   | –                     | –                     | 4                     | –                     |                       | –                     | 1                     | –                     | –                     | –                     | –                     | –                     | –                     | –                     | –                     | –                     | –                     | –                     | –                     | –                     | 02                    |
| Frankreich | 119                   | 6                     | 3                     | 10                    | 2                     | 2                     |                       | 5                     | 8                     | 6                     | 8                     | 6                     | 4                     | 10                    | 5                     | 8                     | 8                     | 1                     | 5                     | 12                    | 10                    | 19                    |
| Spanien | 065                   | –                     | –                     | –                     | 7                     | –                     | –                     |                       | –                     | 8                     | 2                     | 4                     | 7                     | –                     | 4                     | 6                     | 12                    | 2                     | 6                     | 7                     | –                     | 11                    |
| Vereinigtes Königreich                                                                                                 | 061                   | 3                     | –                     | –                     | –                     | 6                     | 2                     | 3                     |                       | 2                     | 4                     | 2                     | 6                     | 8                     | 7                     | 3                     | –                     | 5                     | 2                     | 5                     | 3                     | 15                    |
| Schweiz | 065                   | –                     | 5                     | 1                     | 1                     | –                     | 7                     | 4                     | 2                     |                       | 7                     | 8                     | –                     | 6                     | 2                     | –                     | 3                     | 8                     | 1                     | 10                    | –                     | 14                    |
| Belgien | 125                   | 12                    | 7                     | 6                     | 6                     | 4                     | 12                    | 2                     | 12                    | 10                    |                       | 5                     | –                     | 3                     | 12                    | 12                    | –                     | 7                     | 7                     | 4                     | 4                     | 17                    |
| Niederlande | 037                   | –                     | –                     | 5                     | –                     | –                     | –                     | –                     | 3                     | –                     | –                     |                       | –                     | 4                     | 1                     | –                     | 5                     | 6                     | 12                    | –                     | 1                     | 08                    |
| Türkei | 002                   | –                     | 1                     | –                     | –                     | –                     | –                     | –                     | 1                     | –                     | –                     | –                     |                       | –                     | –                     | –                     | –                     | –                     | –                     | –                     | –                     | 02                    |
| Deutschland | 084                   | 1                     | –                     | 3                     | 12                    | 7                     | –                     | 10                    | –                     | 3                     | 5                     | 7                     | 8                     |                       | 10                    | 7                     | 1                     | –                     | 3                     | –                     | 7                     | 14                    |
| Monaco | 107                   | 4                     | 4                     | 7                     | 8                     | 5                     | 1                     | –                     | 10                    | 5                     | 6                     | 10                    | 5                     | 7                     |                       | 4                     | 10                    | –                     | 8                     | 1                     | 12                    | 17                    |
| Griechenland | 066                   | 7                     | –                     | 2                     | 5                     | 8                     | 10                    | 7                     | –                     | 4                     | –                     | –                     | –                     | –                     | –                     |                       | 4                     | 4                     | 10                    | 3                     | 2                     | 12                    |
| Dänemark | 013                   | –                     | –                     | –                     | –                     | –                     | 6                     | –                     | –                     | –                     | –                     | 1                     | –                     | –                     | –                     | –                     |                       | –                     | 4                     | 2                     | –                     | 04                    |
| Luxemburg | 073                   | 2                     | –                     | 12                    | –                     | 12                    | –                     | 12                    | 7                     | –                     | 3                     | 3                     | 2                     | –                     | 6                     | 1                     | 7                     |                       | –                     | –                     | 6                     | 12                    |
| Israel | 157                   | 8                     | 8                     | 8                     | 10                    | 10                    | 8                     | 6                     | 5                     | 12                    | 12                    | 12                    | 12                    | 12                    | 3                     | 5                     | 6                     | 12                    |                       | 8                     | –                     | 18                    |
| Österreich | 014                   | –                     | –                     | –                     | –                     | 3                     | –                     | –                     | –                     | –                     | –                     | –                     | 3                     | 1                     | –                     | –                     | 2                     | –                     | –                     |                       | 5                     | 05                    |
| Schweden | 026                   | 5                     | 10                    | –                     | 4                     | –                     | 3                     | –                     | 4                     | –                     | –                     | –                     | –                     | –                     | –                     | –                     | –                     | –                     | –                     | –                     |                       | 05                    |
| Die Tabelle ist senkrecht nach der Auftrittsreihenfolge geordnet, waagerecht nach der chronologischen Punkteverlesung. |                       |                       |                       |                       |                       |                       |                       |                       |                       |                       |                       |                       |                       |                       |                       |                       |                       |                       |                       |                       |                       |                       |

### Statistik der Zwölf-Punkte-Vergabe
| Anzahl | Land           | erhalten von                                                     |
| ------ | -------------- | ---------------------------------------------------------------- |
| 6      | Israel         | Schweiz, Belgien, Niederlande, Türkei, BR Deutschland, Luxemburg |
| 5      | Belgien        | Irland, Frankreich, Vereinigtes Königreich, Monaco, Griechenland |
| 3      | Luxemburg      | Italien, Portugal, Spanien                                       |
| 1      | Frankreich     | Österreich                                                       |
| 1      | BR Deutschland | Finnland                                                         |
| 1      | Irland         | Norwegen                                                         |
| 1      | Monaco         | Schweden                                                         |
| 1      | Spanien        | Dänemark                                                         |